# Malîi Ostrojok, Hmilnîk
Malîi Ostrojok (în ucraineană Малий Острожок) este un sat în comuna Vîșenka din raionul Hmilnîk, regiunea Vinnița, Ucraina.

## Demografie
Componența lingvistică a localității Malîi Ostrojok
     Ucraineană (100%)
Conform recensământului din 2001, toată populația localității Malîi Ostrojok era vorbitoare de ucraineană (100%).